# Signalregementet (Finland)
Signalregementet (finska: Viestirykmentti) är ett finländskt telekrigsförband inom Finlands försvarsmakt som verkat i olika former sedan 1938. Regementet är en del av Pansarbrigaden och har sin stab förlagd i Riihimäki i Egentliga Tavastland.

## Historik
Signalregementet grundades 1938 i Viborg och lokaliserades 1944 till Riihimäki. Från och med den 1 januari 2015 uppgick regementet som en del i Pansarbrigaden. Detta på grund av den omorganisation som Försvarsmakten genomförde under åren 2012–2015.